# Lacul Stânca Costești
Lacul Stânca Costești este o arie protejată (arie de protecție specială avifaunistică — SPA) din România întinsă pe o suprafață de 2.192,8 ha, integral pe uscat.

## Localizare
Aria naturală este situată în extremitatea central-estică a județul Botoșani (pe malul drept al Prutului, în imediata apropiere a graniței cu Republica Moldova), pe teritoriul administrativ al orașului Ștefănești și pe cele ale comunelor Manoleasa și Ripiceni. Aceasta este străbătută de drumul național DN29E; care face legătura între localitatea Stânca și granița cu Republica Moldova (vama Stânca–Costești). Centrul sitului Lacul Stânca Costești este situat la coordonatele 47°52′23″N 27°11′39″E / 47.873086°N 27.194239°E.

## Înființare
Situl Lacul Stânca Costești a fost declarat arie de protecție specială avifaunistică (ROSPA0058)  în octombrie 2007 pentru a proteja 59 de specii de animale. Acesta include rezervația naturală Stânca Ripiceni.

## Biodiversitate
Situată în ecoregiunea continentală, aria protejată nu include niciun habitat protejat.
La baza desemnării sitului se află mai multe specii protejate de păsări (59): pescăruș albastru (Alcedo atthis), rață lingurar (Anas clypeata), rață pitică (Anas crecca), rață mare (Anas platyrhynchos), rață cârâitoare (Anas querquedula), gâscă cenușie (Anser anser), acvilă țipătoare mare (Aquila clanga), acvilă țipătoare mică (Aquila pomarina), stârc roșu (Ardea purpurea), rață-cu-cap-castaniu (Aythya ferina), rața moțată (Aythya fuligula), Aythya marila, rață roșie (Aythya nyroca), gâsca cu piept roșu (Branta ruficollis), Bucephala clangula, șorecarul comun (Buteo buteo), șorecar încălțat (Buteo lagopus), chirighiță-cu-obraz-alb (Chlidonias hybridus), chirighiță neagră (Chlidonias niger), barză albă (Ciconia ciconia), barză neagră (Ciconia nigra), șerpar (Circaetus gallicus), erete de stuf (Circus aeruginosus), erete vânăt (Circus cyaneus), erete alb (Circus macrourus), erete cenușiu (Circus pygargus), Clangula hyemalis, lebădă de iarnă (Cygnus cygnus), lebădă de vară (Cygnus olor), egretă albă (Egretta alba), egretă mică (Egretta garzetta), șoim de iarnă (Falco columbarius), vânturel roșu (Falco tinnunculus), lișiță (Fulica atra), cufundar polar (Gavia arctica), cufundar mic (Gavia stellata), codalb (Haliaeetus albicilla), acvilă pitică (Hieraaetus pennatus), sfrâncioc roșiatic (Lanius collurio), sfrânciocul cu frunte neagră (Lanius minor), pescăruș argintiu (Larus cachinnans), pescăruș mic (Larus minutus), pescăruș râzător (Larus ridibundus), ferestraș mic (Mergus albellus), ferestrașul mare (Mergus merganser), Mergus serrator, prigoare (Merops apiaster), gaia neagră (Milvus migrans), rață cu ciuf (Netta rufina), vultur pescar (Pandion haliaetus), viespar (Pernis apivorus), cormoran mare (Phalacrocorax carbo), bătăuș (Philomachus pugnax), ploier auriu (Pluvialis apricaria), corcodel-urechiat (Podiceps auritus), corcodel mare (Podiceps cristatus), corcodel-cu-gât-roșu (Podiceps grisegena), chiră de baltă (Sterna hirundo), fluierar de mlaștină (Tringa glareola).
Pe lângă speciile protejate, pe teritoriul sitului au mai fost identificate 4 specii de plante.

## Căi de acces
- Drumul național (DN29D) - Botoșani - Ștefănești
- Drumul național (DN24C) - Iași - Ștefănești, Botoșani[6]

## Monumente și atracții turistice
În vecinătatea sitului se află mai câteva obiective de interes istoric, cultural și turistic; astfel:
- Biserica Cuvioasa Parascheva din Ștefănești, construcție 1640, monument istoric[7].
- Muzeul Ștefan Luchian din Ștefănești.
- Situl arheologic „Gura Hârtopului” de la Ripiceni (sec. IV - V, Epoca migrațiilor; Epoca bronzului târziu, Cultura Noua; Eneolitic, Cultura Cucuteni).
- Siturile arheologice „Iazul lui Bogdan” (așezări datate din sec. IV - V, Epoca daco-romană, Eneolitic, Cultura Cucuteni) și „La Stâncuță” (așezări atribuite perioadelor: sec. IV - V, Epoca daco-romană; Eneolitic, Cultura Cucuteni) de la Liveni.